# Campodorus transbaikalicus
Campodorus transbaikalicus är en stekelart som beskrevs av Dmitriy R. Kasparyan 2005. Campodorus transbaikalicus ingår i släktet Campodorus och familjen brokparasitsteklar. Inga underarter finns listade.